# Lista de duquesas da Normandia
Para os maridos das consortes, veja Duque de Normandia.

Brasão dos Duques da Normandia.

## Duquesas da Normandia

### Primeira Criação

#### Dinastia Normanda(911 - 1135)
| Imagem | Nome                                   | Nascimento         | Morte                           | Casa originária      | Casamento                         | De                     | Até                     | Esposa de                                                    |
| ------ | -------------------------------------- | ------------------ | ------------------------------- | -------------------- | --------------------------------- | ---------------------- | ----------------------- | ------------------------------------------------------------ |
| -      | Popa de Bayeux                         | -                  | -                               | -                    | 886 ou posteriormente a essa data | 911                    | após 912                | Rolão                                                        |
|        | Gisela de França (existência duvidosa) | -                  | -                               | Dinastia carolíngia  | 912                               | 912                    | -                       | Rolão                                                        |
| -      | Luitgarda de Vermandois                | anterior a 925     | após 14 de novembro de 985      | Dinastia herbertiana | 940                               | 940                    | 17 de dezembro de 972   | Guilherme I da Normandia                                     |
| -      | Ema de Paris                           | 943                | após 19 de março de 968         | Dinastia robertiana  | 956                               | 960                    | após 19 de março de 968 | Ricardo I da Normandia                                       |
|        | Gunora de Crépon                       | c. 936             | 5 de janeiro de 1031            | -                    | antes de 989                      | antes de 989           | 20 de novembro de 996   | Ricardo I da Normandia                                       |
| -      | Judite da Bretanha                     | 982                | 16 de junho de 1017             | Casa de Rennes       | c.1000                            | c.1000                 | 16 de junho de 1017     | Ricardo II da Normandia                                      |
| -      | Papia de Envermeu                      | -                  | após 1047                       | -                    | -                                 | -                      | 28 de agosto de 1027    | Ricardo II da Normandia                                      |
|        | Adela de França                        | 5 de março de 1009 | 8 de janeiro de 1079            | Casa de Capeto       | 1027                              | 1027                   | 1027                    | Ricardo III da Normandia                                     |
|        | Matilde de Flandres                    | c.1031             | 2 de novembro de 1083           | Casa de Flandres     | 1053                              | 1053                   | 2 de novembro de 1083   | Guilherme I de Inglaterra (Guilherme II, Duque da Normandia) |
| -      | Sibila de Conversano                   | -                  | entre fevereiro e março de 1003 | Casa de Altavila     | 1100                              | 1100                   | 1103                    | Roberto II da Normandia                                      |
|        | Edite da Escócia                       | 1080               | 1 de maio de 1118               | Casa de Dunkeld      | 11 de novembro de 1100            | 28 de setembro de 1106 | 1 de maio de 1118       | Henrique I de Inglaterra                                     |
| -      | Matilde de Anjou                       | c.1111             | 1154                            | Dinastia de Anjou    | junho de 1119                     | 1120                   | 25 de novembro de 1120  | Guilherme Adelin                                             |
|        | Adeliza de Lovaina                     | c.1103             | 23 de abril de 1151             | Casa de Louvain      | 24 de janeiro de 1121             | 24 de janeiro de 1121  | 1 de setembro de 1135   | Henrique I de Inglaterra                                     |

### Casa de Blois(1135 - 1154)
| Imagem | Nome               | Nascimento | Morte             | Casa originária | Casamento | De                     | Até                   | Esposa de             |
| ------ | ------------------ | ---------- | ----------------- | --------------- | --------- | ---------------------- | --------------------- | --------------------- |
|        | Matilde de Bolonha | 1005       | 3 de maio de 1152 | Casa de Bolonha | 1125      | 22 de dezembro de 1135 | 19 de janeiro de 1144 | Estêvão de Inglaterra |

#### Dinastia Plantageneta(1144 - 1204)
| Imagem | Nome                  | Nascimento             | Morte                      | Casa originária     | Casamento             | De                   | Até                 | Esposa de                                                |
| ------ | --------------------- | ---------------------- | -------------------------- | ------------------- | --------------------- | -------------------- | ------------------- | -------------------------------------------------------- |
|        | Matilde de Inglaterra | 7 de fevereiro de 1101 | 10 de setembro de 1167     | Dinastia normanda   | 19 de janeiro de 1144 | 17 de junho de 1128  | 1150                | Godofredo V de Anjou                                     |
|        | Leonor da Aquitânia   | 24                     | 1 de abril de 1204         | Casa de Poitiers    | 18 de maio de 1152    | 18 de maio de 1152   | 6 de julho de 1189  | Henrique II de Inglaterra                                |
|        | Margarida de França   | 26 de novembro de 1157 | agosto ou setembro de 1197 | Casa de Capeto      | 1162                  | 1170                 | 11 de junho de 1183 | Henrique, o Jovem                                        |
|        | Berengária de Navarra | c. 1165                | 23 de dezembro de 1230     | Dinastia de Jiménez | 12 de maio de 1191    | 12 de maio de 1191   | 6 de abril de 1199  | Ricardo I de Inglaterra (Ricardo IV, Duque da Normandia) |
|        | Isabel de Angoulême   | c. 1188                | 31 de maio de 1246         | Casa de Taillefer   | 24 de agosto de 1200  | 24 de agosto de 1200 | 1204                | João de Inglaterra                                       |

### Segunda Criação

#### Casa de Valois(1332 - 1350)
| Imagem | Nome                | Nascimento         | Morte                  | Casa originária    | Casamento               | De                      | Até                    | Esposa de         |
| ------ | ------------------- | ------------------ | ---------------------- | ------------------ | ----------------------- | ----------------------- | ---------------------- | ----------------- |
|        | Bona de Luxemburgo  | 20 de maio de 1315 | 11 de setembro de 1349 | Casa de Luxemburgo | 6 de agosto de 1332     | 1332                    | 11 de setembro de 1349 | João II de França |
|        | Joana I de Auvérnia | 8 de maio de 1326  | 29 de setembro de 1360 | Casa de Auvergne   | 13 de fevereiro de 1349 | 13 de fevereiro de 1349 | 22 de agosto de 1350   | João II de França |

### Terceira Criação

#### Casa de Valois(1355 – 1364)
| Imagem | Nome             | Nascimento             | Morte                  | Casa originária | Casamento          | De                    | Até                | Esposa de          |
| ------ | ---------------- | ---------------------- | ---------------------- | --------------- | ------------------ | --------------------- | ------------------ | ------------------ |
|        | Joana de Bourbon | 3 de fevereiro de 1338 | 6 de fevereiro de 1378 | Casa de Bourbon | 8 de abril de 1350 | 7 de dezembro de 1355 | 8 de abril de 1364 | Carlos V de França |

### Quarta Criação

#### Casa de Valois(1465 – 1466)
Carlos de Valois - Noivo de Maria, Duquesa da Borgonha. 

### Quinta Criação

#### Casa de Bourbon(27 de março de 1785 – 4 de junho de 1789)
Luís XVII de França - Rei titular da França e Navarra. Morreu aos 10 anos de idade.